# Cala Fustam
La Cala Fustam està situada a l'illa de Menorca i concretament al sud del municipi d'Es Migjorn Gran.
Aquesta és una platja d'arena blanca i forma part de l'ANEI que va des de Binigaus fins Cala Mitjana.
El tram de litoral pertanyent al terme municipal d'Es Migjorn Gran que posseeix penya-segats de fins a 40 metres sobre el nivell de la mar, amb mànigues de mar que donen lloc a cales aïllades, verges i belles.
Aquesta platja es caracteritza per tenir dimensions diminutes i està coberta de boscos de pins que arriben fins a la costa.
Les seves aigües són cristal·lines.
L'accés a aquesta platja es realitza fins a la Cala Mitjana en cotxe i a peu de manera senzilla seguint la senyalització pel camí de cavalls.